# Carex kurdica
Carex kurdica är en halvgräsart som beskrevs av Georg Kükenthal och Hand.-mazz. Carex kurdica ingår i släktet starrar, och familjen halvgräs. Inga underarter finns listade i Catalogue of Life.